# Bulbuente
Bulbuente é um município da Espanha na província de Saragoça, comunidade autónoma de Aragão. Tem 25,52 km² de área e em 2021 tinha 233 habitantes (densidade: 9,1 hab./km²).

## Demografia
| Variação demográfica do município entre 1991 e 2004 | Variação demográfica do município entre 1991 e 2004 | Variação demográfica do município entre 1991 e 2004 | Variação demográfica do município entre 1991 e 2004 |
| --------------------------------------------------- | --------------------------------------------------- | --------------------------------------------------- | --------------------------------------------------- |
| 1991                                                | 1996                                                | 2001                                                | 2004                                                |
| 274                                                 | 265                                                 | 246                                                 | 237                                                 |